# انقسام الجامعة الكاثوليكية في لوفين

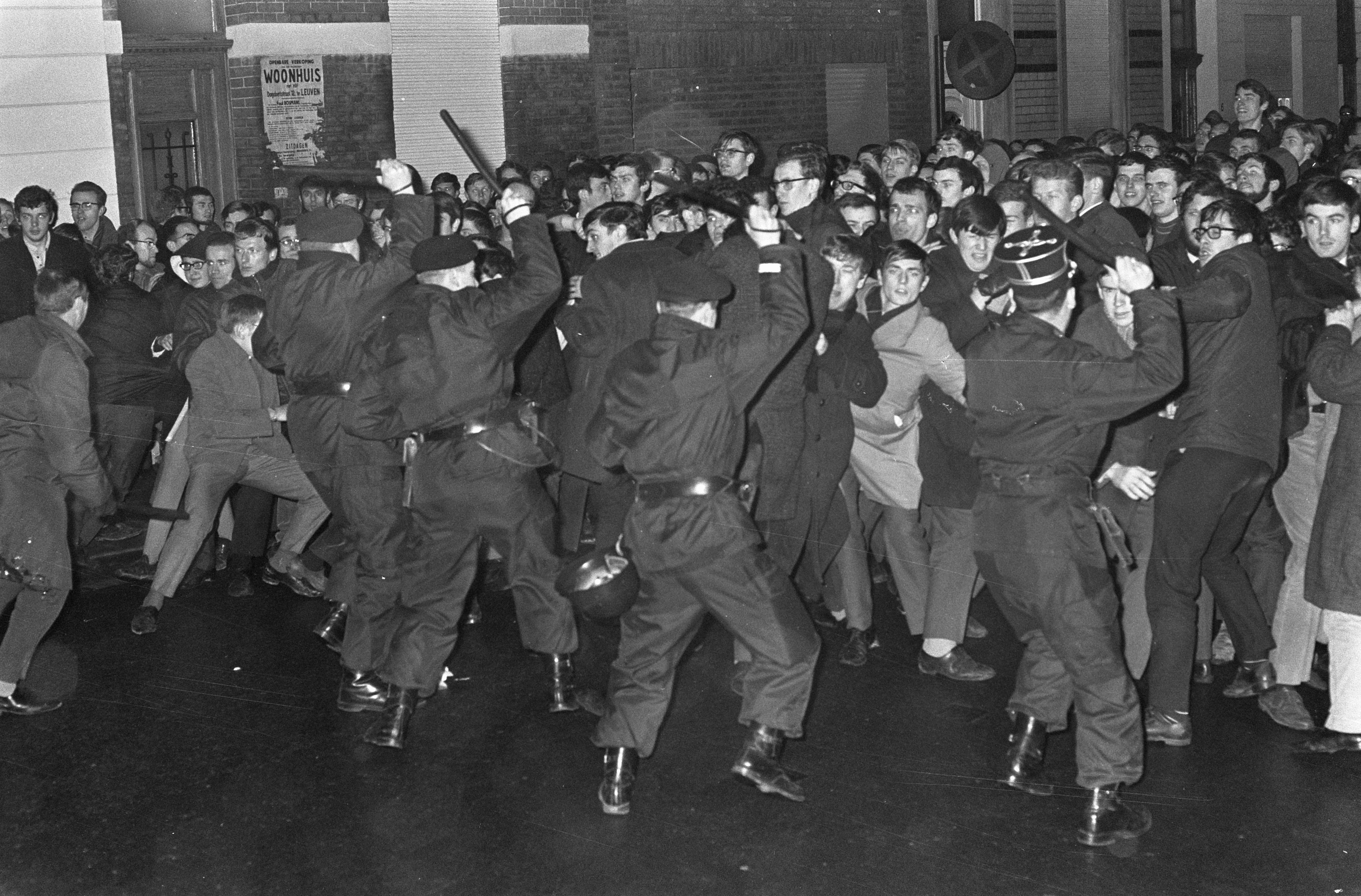
اشتباكات بين الطلاب الفلمنكيين والدرك في لوفين في يناير 1968

كانت جامعة لوفين الكاثوليكية واحدة من كبرى الجامعات البلجيكية. انقسمت على أسس لغوية بعد فترة من الاضطرابات المدنية في 1967-1968 عُرفت باسم قضية لوفين (Affaire de Louvain) بالفرنسية والفلمنكية لوفين (Leuven Vlaams)، بناءً على شعار معاصر باللغة الهولندية. هزت الأزمة السياسة البلجيكية وأدت إلى سقوط حكومة بول فاندن بوينانتس. لقد كان بمثابة تصعيد للتوتر اللغوي في بلجيكا بعد الحرب العالمية الثانية وكان له عواقب دائمة على المؤسسات ثنائية اللغة الأخرى في بلجيكا في إطار التعليم العالي والسياسة على حد سواء. في عام 1970 حدثت أول إصلاحات حكومية عديدة، إيذانا ببدء انتقال بلجيكا إلى دولة اتحادية.

## خلفية

### الهويات اللغوية في بلجيكا

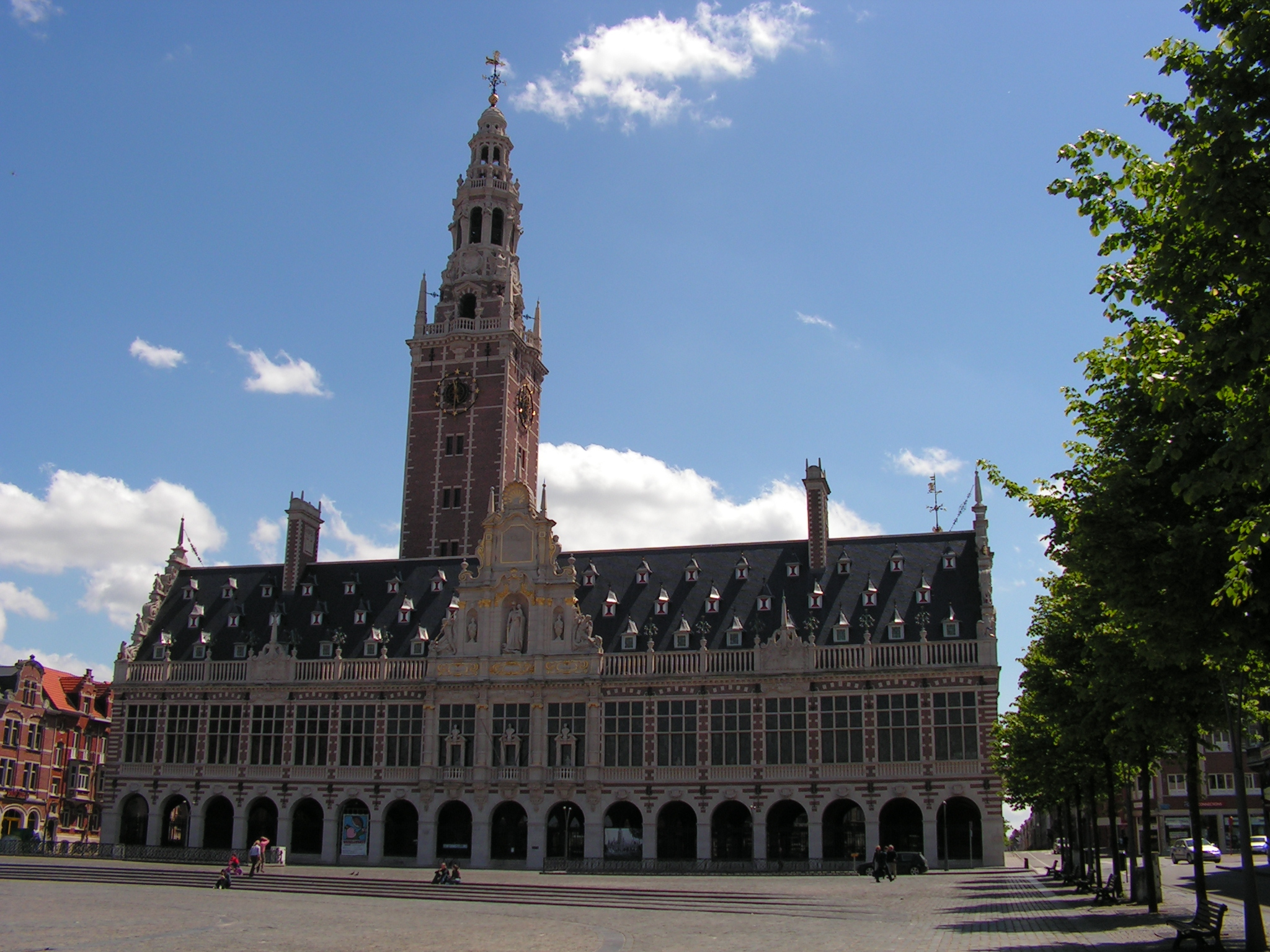
كانت المكتبة التاريخية للجامعة الكاثوليكية في لوفين، التي أعاد بناؤها الجيش الألماني بعد تدميرها في عام 1914، رمزًا للهوية الوطنية البلجيكية

نالت بلجيكا استقلالها في عام 1830 حيث انقسم سكانها بالتساوي تقريبًا بين الناطقين بالفرنسية والهولندية. ومع ذلك، كانت اللغة الفرنسية مميزة باعتبارها لغة مشتركة للطبقات العليا والثقافة العالية. وقد انعكس هذا في جامعة لوفين الكاثوليكية، التي تأسست عام 1835، والتي كانت تدرس في معظم فترات وجودها دروسًا باللغة الفرنسية فقط، على الرغم من وجودها في فلاندرز الناطقة بالهولندية. كانت لوفين، على وجه الخصوص، جامعة راقية يفضلها البلجيكيون من "الركن" الكاثوليكي وترتبط ارتباطًا وثيقًا بالسياسة الكاثوليكية والكنيسة نفسها.
خلال القرن التاسع عشر، ظهرت الحركة الفلمنكية في فلاندرز للمطالبة بوضع أفضل للغة الهولندية. كان توفير التعليم العالي للغة الهولندية مطلبًا كبيرًا، لا سيما في جامعة غينت حيث تعاون «فلامنجانتس» مع المحتلين الألمان لإنشاء جامعة باللغة الهولندية في عام 1916. من عام 1930، تم تقديم التدريس في لوفين بشكل منفصل بالفرنسية أو الهولندية.

### الحركة والجامعات الفلمنكية
حققت الحركة الفلمنكية تقدمًا ملحوظًا بعد الحرب العالمية الثانية، خاصة في أوائل الستينيات. تحول هدفهم بشكل متزايد من ثنائية اللغة إلى أحادية اللغة الإقليمية، وهو مبدأ اعترف به قانون جيلسون لعام 1962. جعل هذا القسمين الفرنسي والهولندي في لوفين مستقلين بشكل فعال ولكن فلامنجانتس طالب بانقسام الجامعة رسميًا. أصبحت هذه المطالب صاخبة بشكل متزايد بعد عام 1967.
كانت الستينيات أيضًا فترة اضطرابات بين الشباب في جميع أنحاء أوروبا والعالم، تميزت باحتجاجات الطلاب و «الثقافة المضادة». في فرنسا، بلغ هذا ذروته في اضطرابات الطلاب في مايو 1968. كما تم تسهيل استياء الطلاب من خلال التوسع السريع في عدد الطلاب في العديد من الجامعات دون زيادة مصاحبة في المرافق.

## أزمة نوفمبر 1967 - يونيو 1968
أثيرت قضية لوفين في 5 نوفمبر 1967 عندما تظاهر حوالي 30.000 ناشط فلمنكي في أنتويرب للمطالبة بأن تصبح الجامعة الكاثوليكية أحادية اللغة. وقد تم دعمهم من قبل بعض البرلمانيين من الجناح الفلمنكي للحزب الاجتماعي المسيحي (CVP). بعد نجاح مظاهرة أنتويرب، سار الطلاب الفلمنكيون في لوفين للدفاع عن مطالب مماثلة. وحملوا لافتات كتب عليها «والون أوت» (والين بويتن) و «فلمش لوفين» (لوفين فلامس) صدمت العديد من المحافظين الناطقين بالفرنسية. وردا على ذلك سافر العديد من الطلاب الناطقين بالفرنسية إلى قرية صغيرة من هوت-سي بلو في الناطقة بالفرنسية والونيا لخلق الساخرة «جامعة هوت-سي بلو». استمرت المظاهرات العنيفة في لوفين.
عارضت حكومة بول فاندن بوينانتس والكنيسة الكاثوليكية الانقسام وحاولتا إيجاد حل وسط، لكن هذا أصبح مستحيلًا بمجرد أن تشددت مواقف الجانبين. انهارت المفاوضات بين الفصيلين خلال شهري يناير وفبراير 1968 عندما ألقى أسقف بروج، إميل جوزيف دي سميدت، خطابًا عامًا دعا فيه إلى الانقسام. يبدو أن هذا يمثل قطيعة في موقف الكنيسة. في 6 فبراير، انهارت حكومة فاندن بوينانتس الائتلافية نتيجة للأزمة.
جاءت الانتخابات العامة التي تلت في مارس 1968 بحكومة غاستون إيسكنز إلى السلطة. أصدر إعلانًا حكوميًا في 24 يونيو، أعلن فيه أن القسم الفرنسي سينتقل من لوفين. طالب القسم الفرنسي بأن يمول القسم الفلمنكي نقله، لأنه لم يطالب بذلك. تم الاتفاق على خطة لنقلها إلى بلدة مخطط لها في والونيا، أطلق عليها اسم «لوفين الجديدة» (لوفان لا نوف). تم إضفاء الطابع الرسمي على تقسيم الجامعة بعد ذلك بوقت قصير، مما أدى إلى إنشاء جامعتين جديدتين: الجامعة الكاثوليكية في لوفان (UCL) وجامعة كاثوليكي لوفين (KUL).

## ما بعد الكارثة

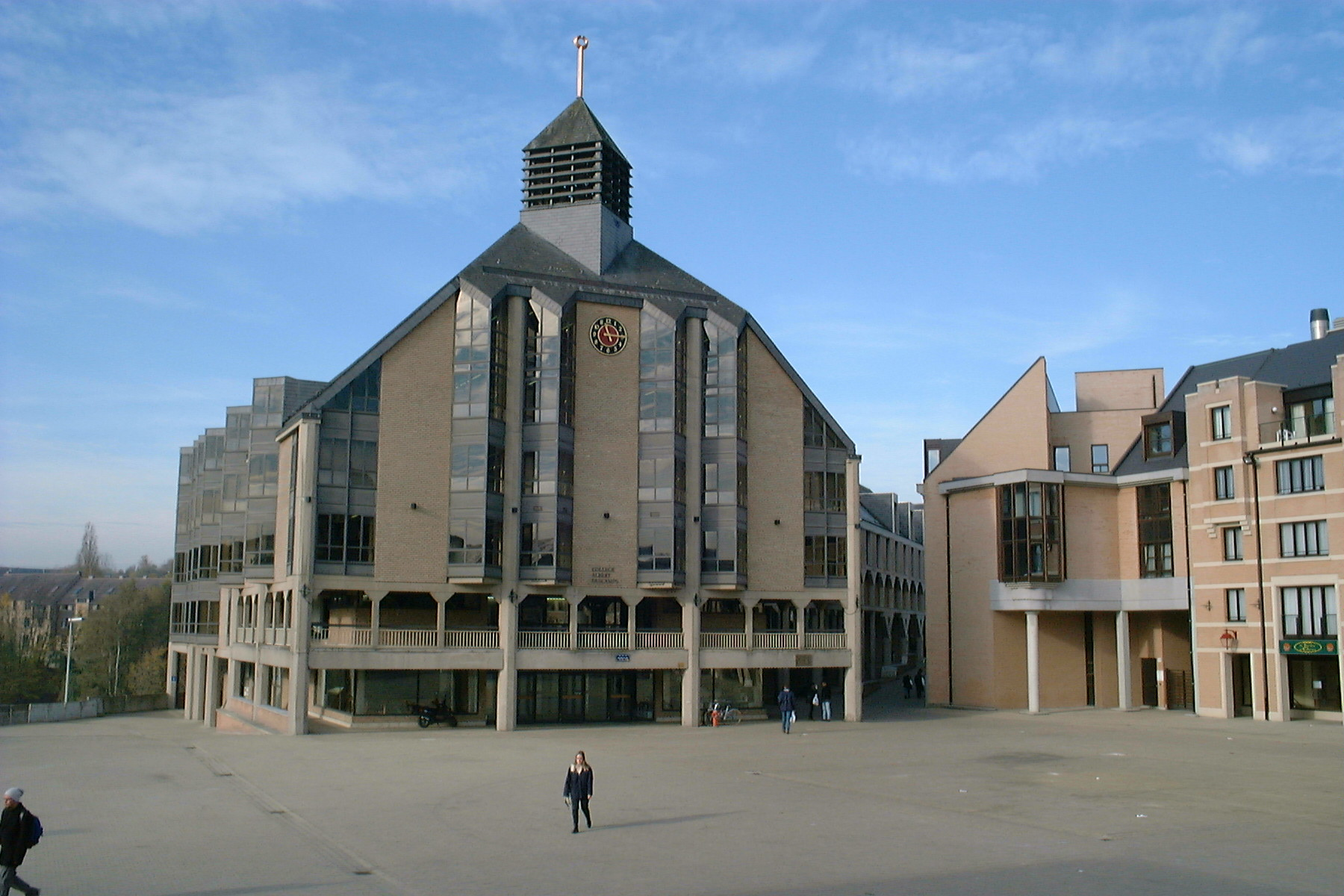
منظر لوفان لا نوف، مدينة مخطط لها بنيت بعد عام 1971 لاستيعاب القسم الفرنسي من الجامعة

بدأ العمل في بناء لوفين لا نوف في عام 1971. انتقلت الجامعة الكاثوليكية في لوفان إلى المدينة بعد ذلك بوقت قصير، ولا تزال هناك حتى يومنا هذا.
شكلت قضية لوفين بداية سلسلة من الانقسامات المؤسسية على طول الخطوط اللغوية. جامعة بروكسل الحرة، التي تأسست عام 1834، انقسمت على أسس لغوية في عام 1969، وأنشأت جامعة بروكسل الحرة (ULB) وجامعة فريجي في بروكسل (VUB). في السياسة، كشفت قضية لوفين انقسامًا بين الفصائل الناطقة بالفرنسية والهولندية داخل الحزب الاجتماعي المسيحي، لا سيما في انتخابات عام 1968 حيث قام كلا الفصيلين بحملة على بيانات مختلفة. تم إضفاء الطابع الرسمي على هذا الانقسام في عام 1972 عندما انقسم الحزب القديم على أسس لغوية إلى الحزب الاجتماعي المسيحي والحزب الديمقراطي المسيحي الفلمنكي. انعكست اتجاهات مماثلة في الأحزاب الرئيسية الأخرى، بما في ذلك الحزب الليبرالي الذي انقسم عام 1961 وانفصل رسميًا في عام 1972. بقي الحزب الاشتراكي البلجيكي على حاله حتى عام 1978 عندما انقسم هو الآخر. أدت أزمة لوفين أيضًا إلى الصعود السريع للأحزاب السياسية الإقليمية، مثل فولكسوني في فلاندرز والجبهة الديمقراطية للفرنكوفونية في بروكسل.
في عام 1970، أقرت حكومة إيسكنز أول إصلاح حكومي يمثل بداية تحرك بلجيكا نحو دولة فيدرالية. خلقت الإصلاحات ثلاث «مجتمعات» مستقلة مع مسؤولية القضايا الثقافية مثل البث العام.